# Rågø Kalv
Rågø Kalv är en ö i Danmark. Den ligger i Region Själland, i den sydöstra delen av landet. På ön förekommer gräsmarker.